# プロヴディフ国際博覧会 (1991年)
1991年のプロヴディフ国際博覧会（プロヴディフこくさいはくらんかい, 英語：Second World Exhibition of achievements of the young inventors Bulgaria 1991, Expo 1991）は、1991年6月7日から7月7日までブルガリアのプロヴディフで開催された国際博覧会（特別博）である。テーマは「Youth activity for a peaceful World」（英語）。